# Castagniccia

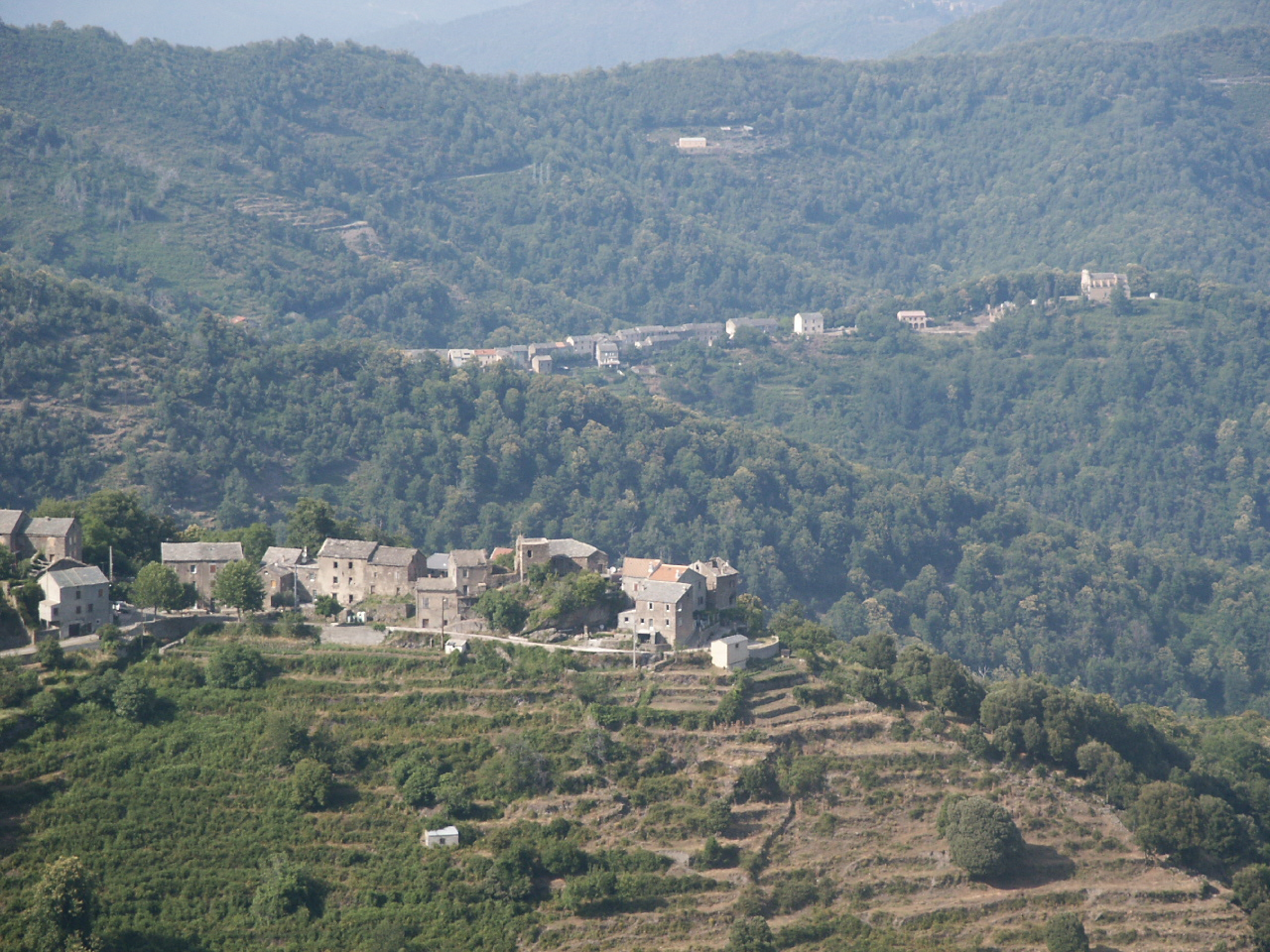
Panorama parziale della Castagniccia.

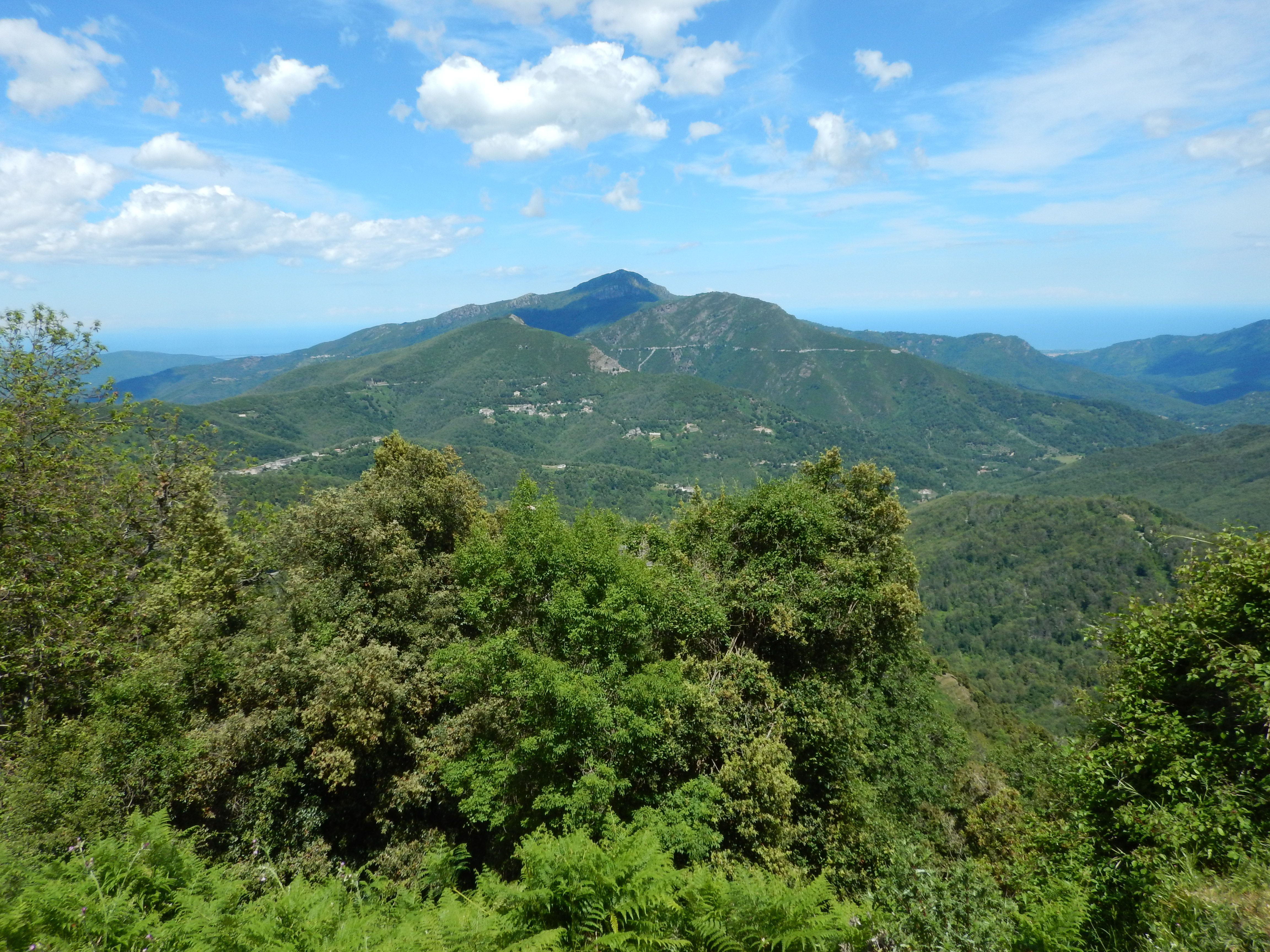
La Castagniccia dal Colle di Prato con il Mar Tirreno sullo sfondo

La Castagniccia è una regione nordorientale senza accesso al mare dell'isola francese della Corsica. Essa corrisponde alle valli inferiori del Fiumalto, dell'Alesani e del Casaluna, ed è delimitata ad est dal massiccio di cui fanno parte i monti San Petrone e Punta di Caldane, e a nord dalla Casinca. Il territorio della Castagniccia corrisponde alle antiche pievi di Casacconi, Rostino, Ampugnani, Vallerustie, Orezza ed Alesani. Il nome della regione deriva dai vasti boschi di castagno piantati in Corsica dal XVI secolo per ordine della repubblica di Genova. Il manto boschivo nasconde le asperità del terreno dando alla regione l'aspetto di una vasta distesa ondulata verdeggiante. I prodotti dei castagneti (legname, castagne, farina di castagne e salumi prodotti dai maiali allevati nei boschi) permisero in passato il sostentamento di una gran numero di abitanti, facendo della Castagniccia la regione più densamente popolata dell'isola, e l'unica autosufficiente dal punto di vista alimentare. A causa di ciò, essa fu il centro della lotta contro Genova prima e la Francia poi. La popolazione si dedicava oltre che alla coltivazione del castagno alla lavorazione del ferro e del legno. La regione possiede anche diverse sorgenti, fra cui quella ferruginosa di Orezza, e alcune miniere di antimonio e cave di marmo verde, nelle vallate del Fiumalto e dell'Alesani. I paesi, adagiati sulle creste delle colline,  sono costituiti da abitazioni a tre piani, costruite con blocchi di roccia scistosa e grigiastra, e il cui tetto è ricoperto di lastre di pietra (teghje). Con l'abbandono dell'interno dell'isola adesso la Castagniccia è pressoché spopolata, in quanto la popolazione è emigrata in massima parte sulla fascia costiera o nella Francia continentale, e la maggior parte dei castagneti, quasi tutti di proprietà privata, è abbandonata e colpita dal mal dell'inchiostro e dal cancro del castagno. 
I paesi più importanti della regione sono Piedicroce, La Porta (il capoluogo storico) e Valle d'Alesani, mentre Morosaglia è il villaggio natale di Pasquale Paoli, il padre dell'indipendenza Corsa. Amministrativamente, la Castagniccia fa parte del cantone omonimo, il quale si estende sino alle rive del Tirreno.